# Collegio elettorale di Terni (Camera dei deputati)
Il collegio di Terni fu un collegio elettorale uninominale della Repubblica Italiana per l'elezione della Camera dei deputati. Apparteneva alla circoscrizione Umbria e fu utilizzato per eleggere un deputato nella XII, XIII e XIV legislatura.
Venne istituito nel 1993 con la cosiddetta Legge Mattarella (Legge n. 277, Nuove norme per l'elezione della Camera dei deputati), attuata in seguito al referendum abrogativo del 1993. La legge istituì per la Camera dei deputati e per il Senato della Repubblica un sistema di elezione misto, in parte maggioritario e in parte proporzionale. Il 75% dei parlamentari dell'assemblea veniva eletto in collegi uninominali tramite sistema maggioritario a turno unico; il restante 25% alla Camera veniva eletto tramite sistema proporzionale con liste bloccate.
Il collegio venne abolito insieme a tutti gli altri che costituivano la Camera con la promulgazione della legge elettorale successiva, la cosiddetta Legge Calderoli. Questa prevedeva un sistema proporzionale con premio di maggioranza, che alla Camera veniva attribuito a livello nazionale.

## Territorio
Il collegio di Terni era uno dei 7 collegi uninominali in cui era suddivisa l'Umbria e, come previsto dal D.Lgs. del 20 dicembre 1993 n. 536, era interamente compreso nella provincia di Terni e comprendeva i seguenti comuni: Arrone, Ferentillo, Montefranco, Polino, Stroncone e Terni.

## Eletti
| Elezione | Elezione | Deputato        | Partito            |
| -------- | -------- | --------------- | ------------------ |
|          | 1994     | Paolo Raffaelli | Progressisti (PDS) |
|          | 1996     | Paolo Raffaelli | L'Ulivo (PDS)      |
|          | 1999 (S) | Enrico Micheli  | L'Ulivo (I Dem)    |
|          | 2001     | Enrico Micheli  | L'Ulivo (I Dem)    |

## Dati elettorali

### XII legislatura

#### Risultati proporzionale
| Coalizioni        | Coalizioni                      | Liste                                 | Liste                              | Voti   | %     |
| ----------------- | ------------------------------- | ------------------------------------- | ---------------------------------- | ------ | ----- |
|                   | Progressisti                    |                                       | Partito Democratico della Sinistra | 31.002 | 35,30 |
|                   | Progressisti                    | Rifondazione Comunista                | 7.491                              | 8,53   |       |
|                   | Progressisti                    | Federazione dei Verdi                 | 1.963                              | 2,24   |       |
|                   | Progressisti                    | Partito Socialista Italiano           | 1.709                              | 1,95   |       |
|                   | Progressisti                    | Alleanza Democratica                  | 1.697                              | 1,93   |       |
|                   | Progressisti                    | Movimento per la Democrazia - La Rete | 721                                | 0,82   |       |
| Totale coalizione | Totale coalizione               | 44.583                                | 50,77                              |        |       |
|                   | Polo del Buon Governo           |                                       | Forza Italia                       | 15.454 | 17,60 |
|                   | Polo del Buon Governo           | Alleanza Nazionale                    | 15.020                             | 17,10  |       |
| Totale coalizione | Totale coalizione               | 30.474                                | 34,70                              |        |       |
|                   | Patto per l'Italia              |                                       | Partito Popolare Italiano          | 7.217  | 8,22  |
|                   | Patto per l'Italia              | Patto Segni                           | 4.998                              | 5,69   |       |
| Totale coalizione | Totale coalizione               | 12.215                                | 13,91                              |        |       |
|                   | Socialdemocrazia per le Libertà | Socialdemocrazia per le Libertà       | Socialdemocrazia per le Libertà    | 549    | 0,63  |
| Totale            | Totale                          | Totale                                | Totale                             | 87.821 |       |

#### Risultati uninominale
|                               | Paolo Raffaelli ✔️ Eletto | Progressisti                                               | 41 211 | 47,50 |  |  |  |  |  |
|                               | Francesco Renzetti        | Polo del Buon Governo (FI - AN - CCD - Uniti per l'Umbria) | 33 749 | 38,90 |  |  |  |  |  |
|                               | Massimo Scura             | Patto per l'Italia                                         | 11 798 | 13,60 |  |  |  |  |  |
| Totale                        | Totale                    | Totale                                                     | 86 758 | 100   |  |  |  |  |  |
|                               |                           |                                                            |        |       |  |  |  |  |  |
| Fonte: Ministero dell'interno |                           |                                                            |        |       |  |  |  |  |  |

### XIII legislatura

#### Risultati proporzionale
| Coalizioni        | Coalizioni          | Liste                                     | Liste                              | Voti   | %     |
| ----------------- | ------------------- | ----------------------------------------- | ---------------------------------- | ------ | ----- |
|                   | L'Ulivo             |                                           | Partito Democratico della Sinistra | 28.015 | 32,52 |
|                   | L'Ulivo             | Popolari per Prodi (PPI-SVP-PRI-UD-Prodi) | 4.763                              | 5,53   |       |
|                   | L'Ulivo             | Rinnovamento Italiano                     | 4.258                              | 4,94   |       |
|                   | L'Ulivo             | Federazione dei Verdi                     | 2.039                              | 2,37   |       |
| Totale coalizione | Totale coalizione   | 39.075                                    | 45,36                              |        |       |
|                   | Polo per le Libertà |                                           | Alleanza Nazionale                 | 17.071 | 19,82 |
|                   | Polo per le Libertà | Forza Italia                              | 15.385                             | 17,86  |       |
|                   | Polo per le Libertà | CCD-CDU                                   | 2.914                              | 3,38   |       |
| Totale coalizione | Totale coalizione   | 35.370                                    | 41,06                              |        |       |
|                   | Progressisti        |                                           | Rifondazione Comunista             | 11.079 | 12,86 |
|                   | Lega Nord           | Lega Nord                                 | Lega Nord                          | 620    | 0,72  |
| Totale            | Totale              | Totale                                    | Totale                             | 86.144 |       |

#### Risultati uninominale
|                               | Paolo Raffaelli ✔️ Eletto | L'Ulivo             | 48 952 | 57,54 |  |  |  |  |  |
|                               | Paolo Cicchini            | Polo per le Libertà | 34 911 | 41,03 |  |  |  |  |  |
|                               | Tito Pescolloni           | Lega Nord           | 1 219  | 1,43  |  |  |  |  |  |
| Totale                        | Totale                    | Totale              | 85 082 | 100   |  |  |  |  |  |
|                               |                           |                     |        |       |  |  |  |  |  |
| Fonte: Ministero dell'interno |                           |                     |        |       |  |  |  |  |  |

### XIII legislatura: elezioni suppletive
|                      | Enrico Micheli            | L'Ulivo il nuovo centrosinistra         | 27 576  | 54,82 |  |  |  |  |
|                      | Enrico Melasecche Germini | CCD - Forza Italia - Alleanza Nazionale | 18 519  | 36,82 |  |  |  |  |
|                      | Guido Botondi             | Partito della Rifondazione Comunista    | 4 205   | 8,36  |  |  |  |  |
| Totale               | Totale                    | Totale                                  | 50 300  | 100   |  |  |  |  |
|                      |                           |                                         |         |       |  |  |  |  |
| Voti non validi      | Voti non validi           | Voti non validi                         | 2 886   | 5,43  |  |  |  |  |
| Votanti              | Votanti                   | Votanti                                 | 53 186  | 44,89 |  |  |  |  |
| Elettori             | Elettori                  | Elettori                                | 118 480 |       |  |  |  |  |
| Data: 27 giugno 1999 |                           |                                         |         |       |  |  |  |  |

### XIV legislatura

#### Risultati proporzionale
| Coalizioni        | Coalizioni              | Liste                                 | Liste                   | Voti   | %     |
| ----------------- | ----------------------- | ------------------------------------- | ----------------------- | ------ | ----- |
|                   | L'Ulivo                 |                                       | Democratici di Sinistra | 21.091 | 25,55 |
|                   | L'Ulivo                 | La Margherita (Dem - PPI - RI- UDEUR) | 12.052                  | 14,60  |       |
|                   | L'Ulivo                 | Comunisti Italiani                    | 1.656                   | 2,01   |       |
|                   | L'Ulivo                 | Il Girasole (FdV - SDI)               | 1.465                   | 1,77   |       |
| Totale coalizione | Totale coalizione       | 36.264                                | 43,93                   |        |       |
|                   | Casa delle Libertà      |                                       | Forza Italia            | 18.576 | 22,50 |
|                   | Casa delle Libertà      | Alleanza Nazionale                    | 13.421                  | 16,26  |       |
|                   | Casa delle Libertà      | CCD-CDU                               | 1.215                   | 1,47   |       |
|                   | Casa delle Libertà      | Nuovo PSI                             | 891                     | 1,08   |       |
| Totale coalizione | Totale coalizione       | 34.103                                | 41,31                   |        |       |
|                   | Rifondazione Comunista  | Rifondazione Comunista                | Rifondazione Comunista  | 6.649  | 8,06  |
|                   | Lista Di Pietro         | Lista Di Pietro                       | Lista Di Pietro         | 2.126  | 2,58  |
|                   | Lista Pannella - Bonino | Lista Pannella - Bonino               | Lista Pannella - Bonino | 1.899  | 2,30  |
|                   | Democrazia Europea      | Democrazia Europea                    | Democrazia Europea      | 1.332  | 1,61  |
|                   | Paese Nuovo             | Paese Nuovo                           | Paese Nuovo             | 128    | 0,16  |
|                   | Abolizione scorporo     | Abolizione scorporo                   | Abolizione scorporo     | 43     | 0,05  |
| Totale            | Totale                  | Totale                                | Totale                  | 82.544 |       |

#### Risultati uninominale
|                               | Enrico Micheli ✔️ Eletto | L'Ulivo            | 45 884 | 55,53 |  |  |  |  |  |
|                               | Stefano Neri             | Casa delle Libertà | 32 932 | 39,86 |  |  |  |  |  |
|                               | Lucio Lanelia            | Lista Di Pietro    | 1 959  | 2,37  |  |  |  |  |  |
|                               | Gino Iaculli             | Democrazia Europea | 1 850  | 2,24  |  |  |  |  |  |
| Totale                        | Totale                   | Totale             | 82 625 | 100   |  |  |  |  |  |
|                               |                          |                    |        |       |  |  |  |  |  |
| Fonte: Ministero dell'interno |                          |                    |        |       |  |  |  |  |  |